# Craugastor crassidigitus
Espèce
Synonymes
- Eleutherodactylus crassidigitus Taylor, 1952

Statut de conservation UICN

 LC  : Préoccupation mineure
Craugastor crassidigitus est une espèce d'amphibiens de la famille des Craugastoridae.

## Répartition
Cette espèce se rencontre de 10 à 2 000 m d'altitude au Costa Rica, au Panamá et dans le nord-ouest du département de Chocó en Colombie.

## Description

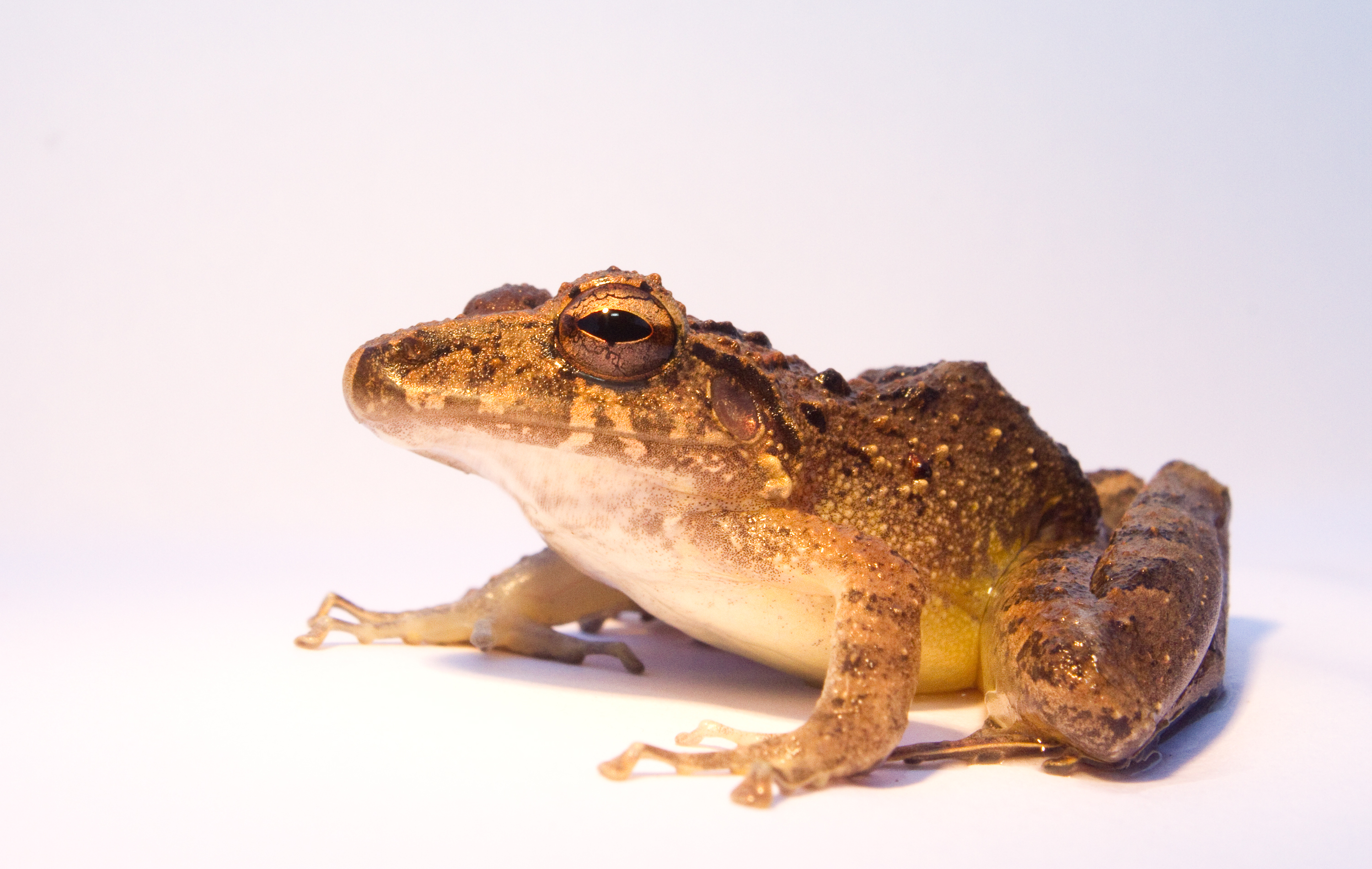
Craugastor crassidigitus

Les mâles mesurent de 28 à 30,5 mm et les femelles de 42 à 44 mm.

## Publication originale
- Taylor, 1952 : A review of the frogs and toads of Costa Rica. The University of Kansas Science Bulletin, vol. 35, no 1, p. 577-922 (texte intégral).